# Pycnosorus
Pycnosorus là một chi thực vật có hoa trong họ Cúc (Asteraceae).

## Loài
Chi Pycnosorus gồm các loài: